# ریچارد لپارمنتیر
ریچارد لپارمنتیر (انگلیسی: Richard LeParmentier; ۱۶ ژوئیهٔ ۱۹۴۶ – ۱۵ آوریل ۲۰۱۳) هنرپیشه اهل انگلستان بود.
از فیلم‌ها یا برنامه‌های تلویزیونی که وی در آن نقش داشته‌است می‌توان به جنگ ستارگان، اختاپوسی، رولربال و چه کسی برای راجر رابیت پاپوش دوخت؟ اشاره کرد.